# Michele Polverino
Michele Polverino (* 26. September 1984 in Grabs, Schweiz) ist ein ehemaliger liechtensteinischer Fussballspieler.

## Karriere
Michele Polverino lernte das Fussballspielen beim FC Vaduz, wo er seine ersten Einsätze in der Challenge League erhielt. Den Durchbruch schaffte er in der Saison 2003/04, als er 7 Tore in 25 Spielen schoss. Für die Saison 2005/06 stand er bei Olbia Calcio 1905 in Italien unter Vertrag und kehrte 2006 wieder nach Vaduz zurück. Er wurde erneut zu einem wichtigen Spieler des Teams und erhielt viele Einsätze. Im Juli 2009 ging er zum FC Aarau. Auch dort wurde er zu einem wichtigen Spieler. Am 25. Juli 2011 wurde sein Vertrag im gegenseitigen Einvernehmen aufgelöst. In der Saison 2011/12 stand er im Iran bei Steel Azin (Teheran) unter Vertrag. Von 2012 bis 2014 spielte er beim österreichischen Bundesligisten Wolfsberger AC und wechselte auf die Saison 2014/15 hin zurück zum FC Vaduz. Im Dezember 2014 wurde der bis 2016 laufende Vertrag in gegenseitigem Einvernehmen vorzeitig beendet. Daraufhin unterzeichnete Polverino einen Vertrag über eineinhalb Jahre beim österreichischen Verein SV Ried.
Zur Saison 2016/17 wechselte er zum Schweizer Drittligisten FC Rapperswil-Jona. Nach nur zwei Monaten bei Rapperswil-Jona wechselte er im September 2016 nach Liechtenstein zum FC Balzers. Von 2007 bis 2019 war Polverino zudem Nationalspieler von Liechtenstein. Er schoss sechs Tore, das erste beim 1:1-Unentschieden gegen Finnland in der WM-Qualifikation, das zweite beim 1:0-Sieg Liechtensteins im Freundschaftsspiel gegen San Marino und das dritte davon beim 2:0-Erfolg von Liechtenstein gegen Litauen in der EM-Qualifikation am 3. Juni 2011.
Polverino erhielt den 4. LFV Award 2012 und wurde somit Fussballer des Jahres.

## Familie
Er ist der Bruder von Daniele Polverino.